# アラバマ (原子力潜水艦)
|          |                                                                 |
| 艦歴     |                                                                 |
| 発注     | 1978年2月27日                                                   |
| 起工     | 1980年10月14日                                                  |
| 進水     | 1984年5月19日                                                   |
| 就役     | 1985年5月25日                                                   |
| その後   | 就役中                                                          |
| 母港     | ワシントン州バンゴール                                          |
| 性能諸元 |                                                                 |
| 排水量   | 水上：16,765 トン 水中：18,750 トン                             |
| 全長     | 170.69 m（560 ft）                                              |
| 全幅     | 12.8 m（42 ft）                                                 |
| 喫水     | 11.5 m（38 ft）                                                 |
| 最大速   | 20ノット以上（37+ km/h）                                        |
| 潜行深度 |                                                                 |
| 機関     | S8G reactor 1基                                                 |
| 乗員     | 士官13名、兵員140名                                             |
| 兵装     | 21インチ魚雷発射管4門 Mk-48魚雷 トライデント II弾道ミサイル24発 |
| モットー | Audemus Jura Nostra Defendere ("We dare defend our rights")     |
|          |                                                                 |

アラバマ（USS Alabama, SSBN-731）は、アメリカ海軍のオハイオ級原子力潜水艦の6番艦。艦名はアラバマ州にちなんで命名された。その名を持つ艦としてはサウスダコタ級戦艦4番艦(BB-60)以来4隻目(米墨戦争と南北戦争時に借りた2隻の外輪商船を加えると6隻目となる)。艦のモットーは州の物と同じである。

## 艦歴
アラバマの建造は1978年2月27日にコネチカット州グロトンのジェネラル・ダイナミクス・エレクトリック・ボート社に発注され、1980年10月14日に起工した。1984年5月19日にバーバラ・E・ディキンソン夫人（アラバマ州選出上院議員ウィリアム・L・ディキンソンの妻）によって命名、進水し、1985年5月25日にニューロンドンで就役した。
就役後はフロリダ州沖合で整調巡航を行う。何度かの国内演習および乗組員の交代の後、アラバマはモービルを訪れ、続いてパナマ運河に向かった。その後ワシントン州バンゴールに帰還する。アラバマは5月半ばまでバンゴールから作戦活動に従事し、続いて最初の戦略抑止哨戒に出航する。北西大西洋で活動したアラバマは1986年の7ヶ月間に4回の哨戒を行った。
1988年5月にアラバマはミサイル発射試験に成功する。2発のトライデントミサイルが発射された。9月1日にはアラバマの9回目およびトライデント搭載潜水艦による100回目の戦略抑止哨戒を完了し、バンゴールに停泊した。哨戒完了を祝う記念式典が海軍長官ヘンリー・ギャレット3世の出席により埠頭で行われた。
47回目の戦略抑止哨戒を終えた後に、アラバマは1999年に修理が行われ多くの戦術および生存性の向上と共に現役任務に復帰した。2000年の春にアラバマは50回目の哨戒と、建造15周年を祝った。
アラバマは2007年現在第9潜水艦部隊の1隻であり、ワシントン州バンゴールのキトサップ海軍基地が母港である。